# 外国情報監視法
外国情報監視法（がいこくじょうほうかんしほう、外国諜報活動偵察法、海外情報活動監視法等とも。英語: The Foreign Intelligence Surveillance Act of 1978; FISA、Pub.L.95-511、92 Stat.1783、50 U.S.C. ch. 36）は、1978年に成立した「外国勢力」と「外国勢力のエージェント（協力者）」（すなわち、スパイ活動やテロリズムを行う疑いのあるアメリカの国民とアメリカの永住権を持つ外国人を含み得る）による「外国の情報活動」に対する物理的な捜索および電子機器を使用した監視による情報の収集の手続きについて定めたアメリカ合衆国の法律である。情報収集活動を実施するためには外国情報活動監視裁判所からの令状が必要であるが、その際具体的なテロ容疑者を特定する必要がなく、情報収集の範囲が無制限に拡大されかねないとの懸念や、米国市民のプライバシー保護が不十分との意見がある。外国情報監視法はアメリカの国外では適用されない。アメリカ同時多発テロ事件以後、外国情報活動監視法は繰り返し改正されてきた。

## 沿革
1972年、共和党のリチャード・ニクソン大統領が、中央情報局（CIA）に命じて民主党本部などを盗聴させていたウォーターゲート事件が起きた。米国内での諜報機関によるスパイ活動を禁じるために、1975年、元上院議員フランク・チャーチを中心に委員会が組織され、その提言が本法成立につながった。
2001年の愛国者法などにより改正され、監視対象にテロリストを含めたほか、テロ対策を目的とする盗聴を容易にするなど捜査機関の権限を大幅に強化・拡大した。
2005年末、ニューヨーク・タイムズのスクープによって、2001年のアメリカ同時多発テロ事件以降、ジョージ・W・ブッシュ大統領は令状を取らない大規模な通信傍受を国家安全保障局（NSA）に認めていたことが明るみに出た。本法が定める令状がとられないまま、米国市民数千人が監視の対象となっている可能性があったとして、多くの訴訟が起こされ政権側に不利な司法判断が相次いだ。
こうした中、2008年、ブッシュ政権は、時限付きで令状なしの通信傍受を合法化する改正案を議会に提出した。政府の活動に対する監視が弱められる恐れがあるとの反対論が展開され、上下両院の議決が異なるなどの経緯があったものの、同年7月に改正法が成立。アメリカ同時多発テロ事件以降に政府による令状なしの盗聴に協力した通信会社に対する遡及的免責も認められることとなった。

## その後の改正
外国情報監視法は、特定の政府による支援を受けていない、テロリズムを行う可能性のあるグループを対象に含めるため、2001年に米国愛国者法によって改正された。
法案は抜本的に見直され、2007年8月5日、2007年の米国保護法が署名され、施行された。それは2008年2月17日に期限が切れた。
2008年7月9日、アメリカ議会は1978年の外国情報監視法の2008年の改正法を通過させた。

## 歴史
外国情報監視法は1977年5月18日、テッド・ケネディ上院議員により提出され、ジミー・カーター大統領は1978年に署名した。法案は、バーチ・バイ、ジェームズ・O・イーストランド、ジェイク・ガーン、ウォルター・ハドルストン、ダニエル・イノウエ、チャールズ・マティアス、ジョン・L・マクレラン、ゲイロード・ネルソンとストロム・サーモンドの9人の上院議員による支持を受けていた。
FISAは、その国内における諜報活動の合法性について、上院の委員会による継続審議を受けることになった。これらの審議は、リチャード・ニクソン大統領がアメリカ合衆国憲法修正第4条に反して、連邦政府の能力を政治家や活動家集団の監視に利用したことを反省として踏まえ、サム・アーヴィンとフランク・チャーチによって別々に主導されながら行われた。外国情報監視法により、政府はアメリカに存在する外国の法人と個人に対する秘密の監視活動について、国家の安全保障を守るのに必要な機密を維持しながら、裁判所と議会から監視する権限を与えられた。それはアメリカの国内において、1年以内は、裁判所の命令なく、「アメリカに関係するいかなる人物や団体に対して、監視によって情報を獲得する」ことを可能にした。もし、その人物がアメリカと関係があると判断した場合、裁判所は監視が始まってから72時間以内までに許可を求められる。

### ブッシュ政権による国内での違法な盗聴計画
2005年12月、ジョージ・W・ブッシュ政権が国内において違法な盗聴を命令し、2002年以降、国家安全保障局がそれを実行していたというニューヨーク・タイムズの記事により、外国情報監視法は大衆の知るところとなった。その後に報じられたブルームバーグの記事では、この盗聴が2000年6月に既に始まっていた可能性があると伝えられた。

## 焦点と限界
第1801条から(1)から(3)において定義されている電子機器を使用した監視および物理的な捜索の対象となる「外国勢力」とは、実質的にアメリカ人によって構成されていない単独あるいは複数の外国政府によって組織されたすべての集団、外国政府が直接または管理下に置くすべての法人を指している。第1801条第(a)項ではさらに、(4)国際的なテロリズムや(5)外国の政治組織と関係のある集団を含むと定義している。第1801条第(a)項の(4)と(5)は特に、裁判所の令状なくFISAの電子機器を使用した監視と物理的な捜索を認める項目であるが、国際的なテロリズムにつながる集団へのそれらの適用を除外している。第1802条(a)(1)を参照（特に第1801条(a)(1)、(2)と(3)について言及している）。
外国情報監視法はそれがどのようにアメリカの人に適用されるかについて、その限界に触れている。「アメリカの人」には、国民、合法的に永住権を持つことが許可された外国人とアメリカに展開する企業が含まれる。
合衆国法典は「外国の諜報活動の情報」とは、現実の、または潜在的な攻撃、破壊活動または国際的なテロリズムからアメリカを守るために必要な情報を意味すると定義している。
要約すると、電子機器を使用した監視の重要な目的はアメリカで行われている外国勢力による諜報活動（敵のエージェントやスパイ）または国際的なテロリスト集団と関係のある個人の情報を獲得することである。外国情報監視法を適用するためには、政府は「監視の対象が外国勢力によるものまたは外国勢力のエージェントである」と推定される証拠を示さなければならない。

## 条文
外国情報監視法は、
- 電子機器を使用した監視（合衆国法典第50編第36章サブチャプターI50 U.S.C. ch. 36, subch. I）
- 物理的な捜索（合衆国法典第50章第36章サブチャプターII50 U.S.C. ch. 36, subch. II）
- 外国による諜報活動に対する電話利用記録装置と盗聴と追跡のための装置の装着（合衆国法典第50編第36章サブチャプターIII50 U.S.C. ch. 36, subch. III）
- 外国の諜報機関による商業活動を示す特定の書類へのアクセス（合衆国法典第50編第36章サブチャプターIV50 U.S.C. ch. 36, subch. IV）
- 必要とされる報告（合衆国法典第50編第36章サブチャプターV50 U.S.C. ch. 36, subch. V）からなる。

外国情報監視法により、裁判所は秘密で行われる裁判を行い、捜索令状の要求を承認または否認する。報告されるのは適用、承認または否認された令状の数のみである。1980年（外国情報監視法の施行後、完全に経過した初めての年）には、322件の令状が承認された。この数字は着実に増え続け、2006年には2224件に達した。1979年から2006年にかけて、22990件の令状が要求され、裁判所はそのうち22985件の令状を承認し（法的な目的のため、令状は時には改変されたり、分割されたり、結合されたりした）、明確に否認されたのはわずか5件だった。

### 電子機器を使用した監視
一般的に、裁判所は2つの形式によって電子機器を使用した監視を承認する。

#### 裁判所の命令のない場合
大統領は、外国の諜報機関が行う活動の情報の収集のみの獲得を目的とする場合、つまり、合衆国法典第50編第1801条(a)(1)、(2)、(3)により定義された外国勢力またはそのエージェントを対象とする場合、そしてもし通信記録を取得したとしても、その内容がアメリカの個人が集団に関与しているということを示す可能性はないと思われる場合、司法長官を通じて、1年間は、裁判所の令状なく電子機器を使用した監視を認める。
司法長官は、これらの条件にあてはまるかどうかの確認を外国情報監視裁判所から秘密裏に求められ、諜報活動に関する下院常任特別委員会と諜報活動に関する上院特別委員会に対して法律を遵守しているかどうかを報告しなければならない。
外国情報監視法の合衆国法典第50編第1801条合衆国法典第50編第1801条 50 U.S.C. § 1801(a)(1)(A)は特に、合衆国法典第50編(a)(1)、(2)、(3)によって定義され、合衆国法典第1801条(a)(4)、(5)、(6)において省略された、外国の勢力に対する令状のない監視について制限しているため、外国情報監視法は国際的なテロリズムまたは活動と関係のある集団がその準備段階にあるとき、外国に本拠を置く政治組織、実質的にアメリカの個人によって構成されていない組織、および単独のまたは複数の外国による監督、管理下にある人物に対して令状のない監視を認めることはない。FISAによって、裁判所によって関係があると認められ、電子機器を使用した監視を認められた者は皆、刑事と民事双方の責任能力があるとみなされ、訴訟の対象となる。
合衆国法典第50編第1811条は、戦争が起きた際に、大統領の指示による令状のない監視を認めている。特に、そのような監視は「議会による宣戦の布告から15日間以上は継続することができない」ことが認められている。

#### 裁判所の命令がある場合
政府は情報活動監視裁判所を利用する際、裁判所の命令による監視を認めるかどうかを模索する。外国情報監視法による承認を受けるためには、監視の対象が「外国の勢力」または「外国の勢力のエージェントであること」と、要求される監視が行われる場所がかつて、またはこれからその外国の勢力またはエージェントが利用することが推定される証拠を裁判所に提出することが求められる。さらに、裁判所は、提案された監視活動がアメリカの個人に付属する情報の「最小限の要求」に見合ったものかどうかを見極めなければならない。

### 物理的な捜索
電子機器を使用した監視に加え、外国情報監視法は外国勢力の「証拠、情報、資料または独占的に使用された資産」の「物理的な捜索」を認めている。それらに必要とされることとその手続は電子機器を使用した監視の場合とほぼ同じである。

### 外国情報活動監視裁判所
外国情報監視法により、外国情報活動監視裁判所（Foreign Intelligence Surveillance Court、FISC）が設置され、アメリカ国内において外国のために諜報活動を行っていると思われる者に対する監視のための令状を連邦政府の警察機関（第一義的には連邦捜査局）は要求し、裁判所はそれを行うことを認める。裁判所は司法省が入居している建物のなかにある。裁判所はアメリカ合衆国最高裁判所長官によって任命された11人の判事によって構成され、7年の任期を務める。
外国情報活動監視裁判所に進められるまでの手続は、独断的にまた対立することなく行われる。公判の尋問の手続は司法省が提供する証拠のみにより進められる。そのような尋問に関する、または実際に収集された情報の記録の情報の公開のための条文は存在しない。
外国情報活動監視裁判所が外国情報監視法の適用を否認した場合、外国情報活動監視再審裁判所（Foreign Intelligence Surveillance Court of Review、FISCR）に上訴されることがある。再審裁判所は3人の判事によって構成される。その設置以降、再審裁判所で裁判が行われたことは2回、2002年と2008年、ある。

### 違反した場合の救済策
物理的な捜索と電子機器を使用した監視について網羅するサブチャプターは、外国情報監視法に違反した場合の刑事、民事的な責任双方について記述している。
意図的に法律のあいまいさを利用して電子機器による監視をされた場合、または認められなかった監視によって獲得した情報を公開された場合には、刑事罰が科される。違反した場合、1万ドルまでの罰金、5年以下の懲役またはその双方が科せられる。
さらに、外国情報監視法は通信記録を違法に傍受された私人に損害賠償の請求権を認めている。外国情報監視法は実際の損害が少なくとも1日あたり1000ドルまたは100ドル以上だった場合に損害賠償を認めている。さらに、外国情報監視法は懲罰的損害賠償と裁判費用の負担も認めている。同じような責任は物理的な捜索について記述したサブチャプターでも述べられている。双方の事例において、法律を執行する機関のために、彼らが公式な責任と正しく裁判所の命令に従った場合のための積極的抗弁を認めている。おそらく、大統領が単独で下した命令による場合には、そのような抗弁はあてはまらない。

### ローン・ウルフ改正
2004年、外国情報監視法は「ローン・ウルフ」条項を含む改正が行われた。合衆国法典第1801条(b)(1)(c)合衆国法典第50編第1801(b)(1)(C)条 50 U.S.C. § 1801(b)(1)(C)。「ローン・ウルフ」とは、国際的なテロリズムの実行、または準備に関与している非アメリカ人である。「ローン・ウルフ」と外国政府またはテロリスト集団間の関係について調査するため、外国情報監視裁判所の命令なく監視と物理的な捜索を認めるための「外国勢力」の定義について条文の改正が行われた。しかしながら、『もし、「外国勢力のエージェント」というこの新しい定義を利用して裁判所がそのような監視と物理的な捜索を認めるなら、外国情報監視裁判所の判事は命令を要請する者が提供する、対象が国際的なテロリズムに関与、またはその準備のための活動をしていたことを示す適切な情報に基づき、判断しなければならない』。

## 合憲性

### 外国情報監視法制定以前
1967年、カッツ対アメリカ合衆国事件において、アメリカ合衆国最高裁判所は、修正第4条の要求を電子機器を使用した監視と物理的な捜索に等しく適用することを支持した。裁判所はそのような要求を国家の安全保障の問題に適用するかどうかを処理することはなかった。その後1972年、アメリカ合衆国対アメリカ合衆国地方裁判所事件において再び問題が取りあげられ、最高裁は国内の監視を行うための要求が修正第4条に反するものではないという主張を支持した。ルイス・パウエル判事は、判決で、「外国勢力やそのエージェントの活動に関与しているかもしれないことに注意を払いながらも」、裁判所が この問題を処理することはないと述べた。
ただちに外国情報監視法によって進められた場合は、「令状なく盗聴器を設置する」かどうかの問題を多くの裁判所が公正に処理した。アメリカ合衆国対ブラウン事件、United States v. Brown, 484 F.2d 418 (5th Cir. 1973)とアメリカ合衆国対ブテンコ事件、United States v. Butenko, 494 F.2d 593 (3rd Cir. 1974)ではともに、裁判所は令状なく盗聴器を仕掛けることを支持した。ブラウン事件では、外国の諜報活動を監視する目的で、アメリカの市民の会話を盗聴器によって傍受することを司法長官が認めていた。ブテンコ事件では、もし、当初の目的が外国の諜報活動の情報を収集することが目的である場合では、裁判所は盗聴は正当なものであると認めた。
ズウェイボン対ミッチェル事件、Zweibon v. Mitchell, 516 F.2d 594 (D.C. Cir. 1975)での多数意見は、国内の組織を国内で監視するために令状を要求することを支持した。この事件では、裁判所は国内の組織は「外国の勢力またはそのエージェント」ではなく、そして「差し迫った環境ではない、令状のないすべての電子機器を使用した監視は不当なものであり、それゆえ違憲なものである」との見解を示した。

### 外国情報監視法制定以後
外国情報監視法の合憲性について、争われた事件はほとんどない。2つの下級の裁判において、外国情報監視法は合憲であるとされた。アメリカ合衆国対ダガン事件、United States v. Duggan, 743 F.2d 59 (2nd Cir., 1984)では、アイルランド共和軍のメンバーが被告となった。彼らは爆発物や銃の取引など、様々な違反行為のため有罪判決を受けた。裁判では、国家の安全保障を守るために、アメリカの市民と永住権を持たない外国人の扱いに区別を設けることはやむを得ない場合もあるという見解が支持された。
アメリカ合衆国対ニコルソン事件、United States v. Nicholson955 F.Supp. 588 (Va. 1997)では、外国情報監視法による命令によって集められたすべての被告の証拠は採用されなかった。裁判では動機の否定が確認された。裁判では、外国情報監視法が合衆国憲法修正第5条が保障する適切な法の手続、修正第14条が保障する公平性の擁護、権力分立と修正第6条が保障する公平な裁判を受ける権利に違反しているという主張はすべて退けられた。
しかしながら、連邦巡回区控訴裁判所と同格である外国情報監視法のために開かれた特別再審裁判所での第三審において、外国情報監視法は外国の諜報活動分野における令状のない捜索に対する大統領の権限を制限すべきかどうかで異なる見解が述べられた。特別法廷In re Sealed Case, 310 F.3d 717, 742 (Foreign Intel. Surv. Ct. of Rev. 2002)は「すべての裁判所は、大統領は、外国の諜報活動の情報を獲得するため、令状のない捜索を指揮する固有の権限を持つという意見を支持することを決定した....我々は大統領がそのような権限を持ち、またそのことを確認し、外国情報監視法は憲法が保障する大統領が持つ権利を侵害することはできない」と述べた。

## 批判
世界政策研究所のK.A.タイペール、ヘリテージ財団のジェームズ・ジェイ・カラファノ、コロンビア大学法科大学院のフィリップ・ボビットなどは、回線を使用した通信からパケットを使用した通信へと科学技術が進歩したこと、通信インフラのグローバリゼーション、データマイニングやトラフィック解析など監視技術の自動化などにより発展した外国の諜報活動に対処するためにはもはや十分ではないことから、外国情報監視法は計画的な承認の手続きなど含め、修正が必要かもしれないと主張した。
監視プログラム技術の進歩が可能にした計画的な承認の必要性は特に、外国の諜報活動分野において、極めて重要である。1994年から1997年にかけてビル・クリントン政権で司法次官を務めたジョン・R・シュミットの例では、エドワード・レヴィ司法長官が政府の諜報活動政策について研究する上院特別委員会に対して主張した以前の見解を撤回し、「あらかじめ特定されていない外国の諜報活動の対象には現実的、継続的な監視が」特に必要となるかもしれないため、外国の諜報活動を監視する法案には計画的な監視の条文が含められるべきであるとした。これらの状況下では、「令状を要求することによる効率性は極めて小さくなる」。
また、リチャード・ポズナー判事は、最近発表した論文で、外国情報監視法は「著名なテロリストの通信記録を監視する枠組みとしての価値は維持すべきだが、テロリストを発見する枠組みとしては役に立たない。外国情報監視法は、監視の対象が誰がテロリストなのかを発見することが絶対に必要だと信じるに足る証拠に基づく令状によって監視が行われることを必要としている」と主張した。

## 改正

### 2006年のテロリスト監視法
2006年3月16日、マイク・デヴァイン(R-OH)、リンゼイ・グレアム(R-SC)、チャック・ヘーゲル(R-NE)とオリンピア・スノー(R-ME)の4人の上院議員は、アメリカにおいてテロリストとして活動している疑いがある人物に対する議会による監視の強化を目指し、大統領が持っている電子機器を使用したの監視の権限の拡大を制限つきで認める、2006年のテロリスト監視法(Terrorist Surveillance Act of 2006、S.2455),を提出した。2006年3月16日にはまた、アーレン・スペクター上院議員(R-PA)は、外国情報監視法に従い大統領が命令した令状のない監視に対する遡及的な特赦を認め、外国情報活動監視裁判所に電子機器を使用した監視プログラムに対する法的な再審理、承認、監督の機会を与える2006年の国家安全保障監視法(National Security Surveillance Act of 2006、S. 2453),を提出した。2006年3月24日、スペクター上院議員とダイアン・ファインスタイン上院議員(R-CA)は、外国情報監視法を外国の諜報活動の監視に対する独占的な手段として認める2006年の外国情報活動監視改善及び拡充法(Foreign Intelligence Surveillance Improvement and Enhancement Act of 2006、S. 3001)を提出した。
3つの競合する法案はその年の夏を通じて司法委員会の公聴会の議題となった。2006年9月13日、上院司法委員会は3つの法案を相互に独立したものとして認め、こうしてそれは採決のために上院に送られた。
2006年7月18日、ヘザー・ウィルソン下院議員(R-NM)は電子機器による監視の現代化法(Electronic Surveillance Modernization Act、H.R. 5825)を提出した。ウィルソンが提出した法案は、アメリカを攻撃するために武装しようとするテロリスト集団を特定することにつながる国際電話とeメールを通じた電子機器を使用した監視を即時に認める権限を大統領に与えようとするものだった。監視は当初、外国情報活動裁判所による令状または議会を通じた大統領の承認を必要としていた。2006年9月28日、ウィルソンの法案は下院を通過し、上院に送られた。

### 2007年の米国保護法
2007年7月28日、ジョージ・W・ブッシュ大統領は、外国情報監視法の法改正において、テロリストであると思われる人物の片方（または双方）が海外に在住する場合の通信記録の傍受における規制の緩和について意見を述べるため、議会に出席を求められた。彼は2007年8月の休会までに法案を成立させるよう議会に求めた。2007年8月3日、上院は共和党が支持する外国情報監視法の改正案(S. 1927)を賛成60票対反対28票で通過させた。法案は下院に送られ、賛成227票対反対183票で下院を通過した。2007年8月5日、2007年の米国保護法(Pub.L. 110–55, S. 1927)はブッシュ大統領によって署名され、発効した。
2007年の米国保護法のもと、 外国での通話の始めまたは終わりに対する、外国情報活動監視裁判所による許可のない、アメリカ政府による盗聴があったのかもしれない。「電子機器を使用した監視」の定義が削除された外国情報監視法により、アメリカ国外に居住する者に対する監視は当然行われていると思われている。そのような場合において、これらの通信に対する監視にはもはや、政府は外国情報活動監視裁判所に法の適用、命令を求める必要はなくなった。
米国保護法は、政府が獲得プログラムの法的な「正当性」を確保するため、政府が特定のプログラムのもとで問題を解決するために、インターネットサービスプロバイダに対しデータの提供または協力を求めることができるようにするため、また、外国情報活動監視裁判所からの命令を受けた政府と命令を受けた者がそれぞれ、プロバイダに法律を遵守させ、または違法な命令がないようにするための手続きを定めている。米国保護法に従うために出された命令を遵守するため、プロバイダは費用を受け取り、法律を遵守しなくても民事訴訟からは完全に免除される。
鍵となる条文のまとめは次の通りである。米国保護法は、司法長官または国家情報長官（DNI）に、もし、司法長官と国家情報長官が次の5つの判断基準を満たしたと判断した場合、1年以内の、「アメリカの国外にいると当然思われる個人」に関する通信記録の傍受を認める。
- アメリカの国外にいると当然思われる個人に関する情報を獲得するための判断のためには、適切な手続きにのっとり、正しく行われる必要がある、
- 情報の獲得は電子機器を使用した監視によって行われる（すなわち、単独の国内における通信記録に対する傍受は行われない）、
- 情報の獲得は、通信にアクセスすることができる通信サービス提供者からのまたは提供者とともに通信記録の獲得が行われる、
- 情報の獲得の重要な目的は外国による諜報活動の情報を得ること、そして
- 外国情報活動法が定める手続きが適用される範囲を最小限にすること、である。

司法長官と国家情報長官によるこの決断は、署名によって証明された誓約のもとで、また適切な宣誓供述書によって支持されていなければならない。もし、政府による即時の行為が求められ、証明の準備のための時間的な猶予がない場合には、司法長官または国家情報長官は72時間以内に直接口頭で証明を獲得することができる。証明はそれから外国情報活動監視裁判所によって署名される。
ひとたび外国情報活動監視裁判所の証明が得られると、司法長官または国家情報長官は情報の獲得のため、プロバイダに直接要請または要請の支援するよう命令することができる。
もし、プロバイダが直接司法長官または国家情報長官による直接の指示に従わなかった場合、司法長官は命令に従うよう、外国情報活動監視裁判所からの命令を要請する。外国情報活動監視裁判所の命令に従わなかった場合には、法廷侮辱罪として罰せられる。
こうして指示を受けた個人は、その指示の合法性について不服がある場合には、外国情報活動監視裁判所に対して不服を申し立てをすることができる。申し立てを受理するかどうかの審査は48時間以内に開始されなければならず、申し立てを受理するかどうかに関する最終的な決定は、書面で、72時間以内に決定される。
外国情報活動監視裁判所の決定は外国情報活動監視再審裁判所によって破棄される場合もあり、外国情報活動監視再審裁判所の決定による移送令状は、合衆国最高裁判所によって発行される。
すべての不服申し立ては書類に記入されたうえで、封をされていなければならない。
米国保護法により、プロバイダが司法長官または国家情報長官による指示による協力を行った際に、損害を出した場合には相当の金額が賠償される。
米国保護法により、プロバイダが情報、設備の提供、または米国保護法のもとで出された指示によって協力した場合においては、連邦または州の政府の裁判所における民事訴訟からは完全に免除される。
司法長官は、政府によって申し立てられた手続きが法によって認められた諜報活動の情報の獲得なのか、また純粋に国内の通信だけなのかどうかを判断し、120日以内に外国情報活動監視裁判所に提出しなければならない。外国情報活動監視裁判所はそれから、その手続きが法に適うものかどうかを判断する。外国情報活動監視裁判所はそれから、申し立てを承認するか政府による監視を認めるために新たな申し立てを申請するよう指示するか30日以内に命令を出し、または政府によるいかなる令状の申し立ても認めないか、いずれかの手続きを進める。政府は外国情報活動監視裁判所の決定に不服がある場合は外国情報活動監視再審裁判所と最終的には合衆国最高裁判所に上訴することができる。
半年ごとの報告書には、司法長官は上下両院の情報活動および司法委員会に報告しなければならず、司法長官または国家情報長官によってなされた指示と、インテリジェンス・コミュニティーによって申し立てられ、外国情報活動監視裁判所が承認した申し立てにおいて法令を遵守しなかった事例がなかったどうかを審査し、そして承認された事例と指示された事例の数が記載される。
外国情報監視法の改正法は、命令が発効する日がそのような命令の期限が切れる日およびそのような命令が外国情報活動監視裁判所によって再び認められることが残っていることを除いて、施行から180日後に期限が切れた。 米国保護法は2008年2月17日に期限が切れた。

#### その後の進展
法律の専門家たちは、国家の安全保障問題を扱う新しい法律において、解釈または適用を行うかについていかに幅広く意見が分かれているかを実感した。一部の人々は「電子機器を使用した監視」などの用語の定義の微妙な変化により、彼らがアメリカにいるにもかかわらず、令状のない物理的な捜索や通信機器やコンピューター機器、アメリカの市民が所有するそれらのデータの押収さえも指揮する権限が政府に与えられ、政府はそれらの捜索や起こりうる押収について、アメリカ国外にいる仲間の監視と関連付けることができると信じていた。情報機関の職員は、そのような可能性について直接言及することは少なくなっていたが、そのような解釈は法律を拡大解釈したものであり、実際に起こることは考えにくいと反論した。法律を作る民主党の議員たちは、それでもなお、彼らが早ければ2007年9月にも検討され、改正された法案を導入することを計画していることを示唆した。
2007年9月10日、外国情報活動監視法を改善するためのシンポジウムがジョージタウン大学ローセンターの国家安全保障センターで開催され、ケネス・L・ワインスタイン安全保障担当司法次官は、2007年の米国保護法における現在の6か月日没条項について、監視の権限を恒常的なものにするため、拡張するべきであると主張した。ワインスタインは議会の特定の議員の集団に、アメリカ合衆国国家情報長官と司法省の国家安全保障部門が国内の監視をすることを提案したが、拡大された能力を濫用されることがあってはならないと主張した。
9月10日にはまた、マイク・マッコーネル国家情報長官が国家の安全保障と政府の政策に関する上院委員会において、米国保護法はドイツにおける大規模なテロ計画を未然に防ぐ役割を果たしてきたと証言した。アメリカのインテリジェンス・コミュニティーの職員はマコーネルの証言の正確性に疑問を呈し、彼が2007年9月12日に証言した内容を訂正するよう要請した。このことを批判する者たちは、ブッシュ政権の監視活動に関する大げさな主張と矛盾した説明であるとした。マコーネルの証言の背景について詳しく知るテロ対策に携わる職員たちは、彼らは彼が新しい永続的な法律を作るために議会を説得する政権の戦略の一環として、意図的に不適切な説明をしたとは思っていないと語った。それらの職員たちは、彼らがマコーネルは彼が様々な情報に圧倒され、彼は言いたかったことをほとんど言うことができなかったため、間違った答えを出したと考えていると語った。
2007年9月19日、メリーランド州フォートメードの国家安全保障局の本部において、ジョージ・W・ブッシュ大統領は、議会に対し、米国保護法の条文の永続化の実現を求めた。ブッシュはまた、政府に対し監視の努力義務に協力している電気通信企業に対する遡及的な訴訟の免除を呼びかけ、「9月11日のテロ攻撃の後、わが国を守るために協力していると思われているというだけで現在数百億ドルもの訴訟に直面しているこれらの企業に、意義ある義務を守らせることは議会にとって特に重要である」と語った。
2007年10月4日、憲法プロジェクトの超党派による自由と安全保障委員会の共同代表であるデヴィッド・キーンとデヴィッド・D・コールは「米国保護法に関する声明」を発表した。声明では、「わが立憲民主主義の立案者が描いた三権分立に反し、人民の、人民による、人民のための政府という観念にとって深刻な脅威となる姿勢」という法案の表現を指し、議会に米国保護法を再び認めないよう要請した。法曹界のなかには、政府に協力するためだと主張している顧客のプライバシーの権利を侵害した可能性がある電気通信事業者に対して民事訴訟を遡及的に免除する法律の合憲性に疑念を呈する者もいた。
米国電気電子学会の安全とプライバシーに関する論文を掲載した2008年の1月と2月の記事では、学術界とコンピューター産業の技術の専門家が米国保護法の執行における技術的な助言のなかに重大な欠陥があったことを見出し、彼らはそのような監視システムが権限を持たない利用者や信頼できる内部の人間による犯罪的な誤った利用、または政府による濫用によってエクスプロイトが行われうることを含む深刻なセキュリティー上のリスクがあったと語った。
2007年10月7日、ワシントン・ポスト紙は下院の民主党の議員たちが、1年間の令状と司法省の監察総監にそれらの令状の監察と外国情報活動監視裁判所の特別法廷と議会に4半期ごとの報告を求める法案を導入することを計画していると伝えた。提出された法案には、政府がNSAに令状のない監視計画を指示していたことと関係のある電気通信事業者が直面していた訴訟の免除は含まれていなかった。下院の民主党の議員たちは、政府は彼らが企業が直面している負担を軽減する訴訟の免除ができないと考えた計画の根拠について説明する要求された書類の提出を保留すると語った。
2007年10月10日、ホワイトハウスのサウス・ローンにおいて、ブッシュ大統領は電気通信事業者の訴訟を免除するいかなる法案にも署名するつもりはないと語った。
2007年10月18日、下院の民主党の執行部は、ウサーマ・ビン・ラーディンについて特に言及した共和党の議員の考えが及ぶのを避けるため、議会において提案された法律をめぐる投票を延期した。同時に、諜報活動に関する上院特別委員会は、9月11日のテロリストによる攻撃後、ブッシュ大統領によって承認された国家安全保障局の国内における盗聴においてあらゆる役割を担った電話会社の免訴について異なる提案をしていたホワイトハウスと合意に至ったと伝えられた。
2007年11月15日、上院司法委員会は投票の結果、ホワイトハウスとともに作成した法律案を支持した諜報活動委員会の1人の議員を除き、代わりとなる法案を10票対9票で可決し、上院に送られた。法案は上院にNSAに協力した電気通信事業者の遡及的な免訴を諮るものだった。司法委員会の委員長であるパトリック・リーヒ上院議員は、そのような免訴はブッシュ政権に法律とは関係なく、何でもできるよう「白紙委任」するものだと語った。司法委員会における共和党のトップであるペンシルベニア州のアーレン・スペクター上院議員は、裁判はアメリカにおける盗聴によっていかに政府が法律からかけ離れているかを議会が正確に学ぶことができる唯一の方法かもしれないと語った。上院が法案を採決したとき、スペクターは企業を財政的な破綻から守るために和解することを期待していたが、裁判において連邦政府が企業の側に立つことによって訴訟は継続された。
その同じ日、下院は民主党が提出した政府によるアメリカ国内の監視に対する裁判所による監督の権限を拡大し、電気通信事業者に対する免訴を否定する法案を227票対189票で可決した。下院司法委員会の委員長であるジョン・コニャーズ下院議員は将来、免訴される道は開かれているが、ホワイトハウスは、特に企業に法的な免訴を求める場合において、機密の書類にアクセスするにはまず議会を経由しなければならないと語った。
2008年2月、上院は電気通信事業者の免訴を認める外国情報監視法の改正法を通過させた。2008年3月13日、アメリカ合衆国議会下院は、情報活動について話し合うため、秘密の会合を開催した。3月14日、下院は電気通信事業者の免訴を認めない法案を213票対197票で可決したが、大統領の拒否権を覆すために必要な3分の2には遠く及ばなかった。 2008年6月12日、上院と下院の法案は、議会調査局からの報告書により比較、対照された。
2008年3月13日、下院は外国情報活動法について意見を交わすため、秘密の、非公開の会合を開いた。